# Cercado (Oruro)
Cercado is een provincie in het departement Oruro in Bolivia. De provincie heeft een oppervlakte van 5766 km² en heeft 309.277 inwoners (2012). Het huist onder andere de gelijknamige hoofdstad van het departement; Oruro.
Cercado is verdeeld in vier gemeenten:
- Caracollo
- El Choro
- Oruro
- Soracachi

## Plaatsen
De volgende plaatsen zijn gelegen in de provincie Cercado:
In de gemeente Oruro:
- Oruro 264.683 inw.

In de gemeente Caracollo:
- Caracollo 5356 inw. – La Joya 1481 inw. – Villa Puente 1005 inw. – Vila Vila 464 inw. – Ocotavi 444 inw. – Kemalla 428 inw. – Sillota Belén 328 inw. – Querarani 210 inw. – Lajma 201 inw. – Santa Fe 45 inw. – Caihuasi 9 inw.

In de gemeente El Choro:
- Regantes Cruzero Belén 451 inw. – El Choro 185 inw. – Rancho Grande 161 inw. – Challacollo 108 inw. – Crucero Belén 74 inw. – San Felipe de Chaytavi 29 inw.

In de gemeente Soracachi:
- Soracachi 450 inw. – Jatita 450 inw. – Huayña Pasto Chico 430 inw. – Huayña Pasto Grande 413 inw. – Cala Cala 387 inw. – Sepulturas 341 inw. – Kkullkhu Pampa 270 inw. – Jachuma 220 inw. – Thola Pampa 127 inw. – Paria 106 inw. – Lequepalca 105 inw.

Atahuallpa · 
Carangas · 
Cercado · 
Eduardo Avaroa · 
Ladislao Cabrera · 
Litoral de Atacama · 
Nor Carangas · 
Pantaléon Dalence · 
Poopó · 
Puerto de Mejillones · 
Sajama · 
San Pedro de Totora · 
Saucarí · 
Sebastián Pagador · 
Sud Carangas · 
Tomas Barrón